# Aminoalcohol
Els aminoalcohols són uns compostos orgànics que són tant una amina primària com un alcohol primari, a causa del grup funcional amino i al grup funcional hidroxil. Entre els més comuns es poden trobar:

## Etanolamina
L'etanolamina, també anomenada 2-aminoetanol o monoetanolamina (abreujat com ETA o MEA) és un compost químic orgànic que com en el cas d'altres amines, actua com una base feble. L'etanolamina és un líquid tòxic, inflamable, corrosiu, incolor i viscós, amb una olor semblant a l'amoníac.
Se la sol anomenar monoetanolamina per distingir-la de la dietanolamina (DEA) i de la trietanolamina (TEA). És el segon grup més abundant al cap polar dels fosfolípids, substàncies que es troben a les membranes biològiques.
S'obté de l'òxid d'etilè i amoníac en el procés: C₂H₄O + NH₃ → C₂H₇NO
L'etanolamina té una àmplia ocupació en la indústria química. Es fa servir com a plastificant en producció de plàstic i serveix a la producció de sabons, emulsions i detergents.

## Heptaminol
L'heptaminol, utilitzat a la farmàcia amb el nom de clorhidrat de heptaminol, és una substància vasodilatadora, és a dir, capaç d'estimular el sistema cardiovascular. És utilitzat en el tractament de la baixa pressió arterial.
L'heptaminol és classificat com una substància de dopatge i va ser usat pel ciclista Dmitri Fofónov al Tour de França 2008.

## Esfingosina

estructura química de l'esfingosina.

L'esfingosina (2-amino-4-octadeceno-1,3-diol) és un aminoalcohol format per 18 carbonis, que formen una cadena hidrocarbonada insaturat. En unir-se a un àcid gras mitjançant el grup amino, forma les ceramides, base estructural dels diferents tipus d'esfingolípids un tipus de lípids de membrana entre els quals destaca l'esfingomielina. El tipus d'Esfingolípid derivat depèn del substituent de l'alcohol primari de l'esfingosina.

## Isoetarina

Isoetarina

La isoetarina pertany a un grup de fàrmacs utilitzats per tractar les astmes.

## Propanamina

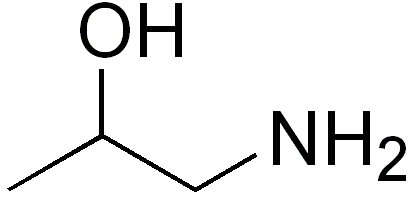
1-amino-2-propanol

Les propanamines són un grup de substàncies químiques derivades de l'1-amino-2-propanol. Molts d'ells serveixen de fàrmacs. Al seu grup pertanyen:
- Acebutolol
- Atenolol
- Betaxolol
- Bisoprolol
- Fenilpropanolamina
- Metoprolol
- Nadolol
- Penbutolol
- Pindolol
- Practolol
- Propranolol
- Ritodrine
- Timolol

## Noradrenalina

Estructura química de la Noradrenalina

La noradrenalina (o norepinefrina) és un neurotransmissor de les catecolamines de la mateixa família que la dopamina i la fórmula estructural és C₈H11NO₃. Hormona adrenèrgica que actua augmentant la pressió arterial per vasoconstricció però no afecta a la despesa cardíac. Es sintetitza en la medul·la renal.

## Enllaços extrens
- Noradrenalina.com - Información sobre la noradrenalina